# Philippa Wiggins
Pour les articles homonymes, voir Wiggins.
Philippa Marion Wiggins (née Glasgow) (16 juillet 1925 - 16 mars 2017) est une biochimiste néo-zélandaise qui a apporté d'importantes contributions à la compréhension de la structure de l'eau dans les cellules vivantes.

## Carrière académique
Wiggins étudie les sciences à l'université de Canterbury, mais même si elle souhaite continuer en physique, les femmes de l'université ne sont pas autorisées à dépasser la première étape. Après s'être tournée vers la chimie, Wiggins remporte ensuite une bourse pour faire des recherches au laboratoire Davy-Faraday de la Royal Institution de Londres. Elle complète ensuite un doctorat au King's College de Londres. Wiggins prend un congé pour fonder une famille et ne retourne au travail à temps plein qu'à l'âge de 48 ans.
De retour en Nouvelle-Zélande, Wiggins travaille à l'université de Canterbury avec Walter Sidney Metcalf (en) de 1962 à 1966. Après cela, elle travaille à l'université d'Otago et commence à travailler sur l'eau dans les cellules vivantes.
Wiggins reçoit une bourse de carrière du Conseil de recherche médicale de Nouvelle-Zélande (en). À partir de 1970, elle poursuit ses recherches au Département de médecine de l'université d'Auckland, en tant que professeure de physiologie des membranes.
En 1994, Wiggins cofonde BiostoreNZ, qui commercialise une technologie de conservation et de stockage des cellules. BiostoreNZ est ensuite acquis par Genesis Research and Development. Wiggins travaille comme chercheuse scientifique pour Genesis Research en 1997 et continue à publier jusqu'en 2009. Elle détenait plus de 40 brevets.
Wiggins décède à Auckland le 16 mars 2017 à l'âge de 91 ans .

## Recherches
Wiggins s'est rendu compte que l'eau peut exister dans deux états différents et que l'existence de ces états explique le fonctionnement des cellules vivantes et a des implications sur la structure de l'ADN et des protéines,.
Elle a utilisé la spectroscopie infrarouge pour démontrer l'existence de deux structures d'eau dans les systèmes biologiques (LDW pour low density water en anglais et HDW pour high density water), et cela a été confirmé par d'autres chercheurs dans de grandes quantités d'eau avec l'accélérateur linéaire de l'université Stanford. La découverte de Wiggins a eu un impact profond sur de nombreux domaines de la biochimie et de la médecine. Elle a publié des articles décrivant comment l'eau affecte la structure de l'ADN et des protéines et comment elle a influencé le développement de la vie elle-même. Ces interactions étant fondamentales, elles permettent également d'expliquer différents types de maladies. Elle a publié des articles sur la manière dont les prions provoquent des maladies telles que la maladie de la vache folle et sur la manière dont l'eau influence la formation de plaques dans le cerveau, à l'origine de la maladie d'Alzheimer.
Grâce à des ponts hydrogène, l'eau forme d'énormes structures cristallines qui ressemblent à de la glace et ont une densité plus faible que l'eau environnante moins structurée. À des températures supérieures à 0 °C, les structures ressemblant à de la glace se désagrègent et se reforment à grande vitesse. C'est ce qui donne à l'eau liquide ses propriétés particulières. Les structures de faible densité, semblables à des cristaux, absorbent le potassium, mais pas le sodium. Wiggins a observé ce phénomène pour la première fois à la fin des années 1960. Pour l'expliquer, elle a développé la théorie selon laquelle l'eau peut exister sous au moins deux formes différentes et que les cellules vivantes utilisent cette propriété. Ces "états" de l'eau ont également un impact sur la structure de l'ADN et des protéines.
Elle a publié plus de 70 articles dans des revues internationales.

## Prix et distinctions
Wiggins est nommée membre de la Société royale de Nouvelle-Zélande en 1991. Elle reçoit une médaille pour ses recherches du Health Research Council (en) de Nouvelle-Zélande .
En 2017, Wiggins est présentée comme l'une des 150 femmes en 150 mots de la Royal Society Te Apārangi.

## Publications (sélection)
- (en) Philippa Wiggins, « Life depends upon two kinds of water », PLOS One, PLoS, vol. 3, no 1,‎ 9 janvier 2008, e1406 (ISSN 1932-6203, OCLC 228234657, PMID 18183287, PMCID 2170473, DOI 10.1371/JOURNAL.PONE.0001406).
- (en) P M Wiggins, « Role of water in some biological processes », Microbiological Reviews, ASM, vol. 54, no 4,‎ décembre 1990, p. 432-49 (ISSN 0146-0749 et 1070-6275, PMID 2087221, PMCID 372788).
- (en) P. M. Wiggins, « High and low density intracellular water », Cellular and Molecular Biology, vol. 47, no 5,‎ 1er juillet 2001 et juillet 2001, p. 735-744 (ISSN 0145-5680 et 1165-158X, OCLC 177172133, PMID 11728089).
- (en) Wiggins PM, « High and low density water and resting, active and transformed cells », Cell Biology International, Portland Press (d), vol. 20, no 6,‎ 1er juin 1996, p. 429-435 (ISSN 1065-6995 et 1095-8355, OCLC 26684328, PMID 8963257, DOI 10.1006/CBIR.1996.0054).
- (en) Norris V, Alexandre S, Bouligand Y, Cellier D, Demarty M, Grehan G, Gouesbet G, Guespin J, Insinna E, Le Sceller L, Maheu B, Monnier C, Grant N, Onoda T, Orange N, Oshima A, Picton L, Polaert H, Ripoll C, Thellier M, Valleton JM, Verdus MC, Vincent JC, White G et Wiggins P, « Hypothesis: hyperstructures regulate bacterial structure and the cell cycle », Biochimie, Elsevier, vol. 81, nos 8-9,‎ 1er août 1999, p. 915-920 (ISSN 0300-9084 et 1638-6183, OCLC 1039435995, PMID 10572306, DOI 10.1016/S0300-9084(99)00203-5).
- (en) P M Wiggins et B A MacClement, « Two states of water found in hydrophobic clefts: their possible contribution to mechanisms of cation pumps and other enzymes », International Review of Cytology, Elsevier, vol. 108,‎ 1er janvier 1987, p. 249-303 (ISSN 0074-7696 et 2163-5854, PMID 2959632, DOI 10.1016/S0074-7696(08)61440-0).
- (en) P M Wiggins, J Rowlandson et A B Ferguson, « Preservation of murine embryos in a state of dormancy at 4 degreesC », American Journal of Physiology, Bethesda, Société américaine de physiologie, vol. 276, no 2,‎ 1er février 1999, C291-9 (ISSN 0002-9513 et 2163-5773, OCLC 1480180, PMID 9950755, DOI 10.1152/AJPCELL.1999.276.2.C291).
- (en) P. M. Wiggins, « A kinetic study of the state of potassium in kidney tissue », Biochimica et Biophysica Acta, Elsevier, vol. 109, no 2,‎ 1er novembre 1965, p. 454-466 (ISSN 0006-3002 et 1878-2434, PMID 5867547, DOI 10.1016/0926-6585(65)90171-8, lire en ligne).
- (en) V. A. Knight, P. M. Wiggins, J. D. Harvey et J. A. O'Brien, « The relationship between the size of mitochondria and the intensity of light that they scatter in different energetic states », Biochimica et Biophysica Acta, Elsevier, vol. 637, no 1,‎ 1er août 1981 et 12 août 1981, p. 146-151 (ISSN 0006-3002 et 1878-2434, PMID 7284354, DOI 10.1016/0005-2728(81)90220-6, lire en ligne).